# Yusuf Zuayyin

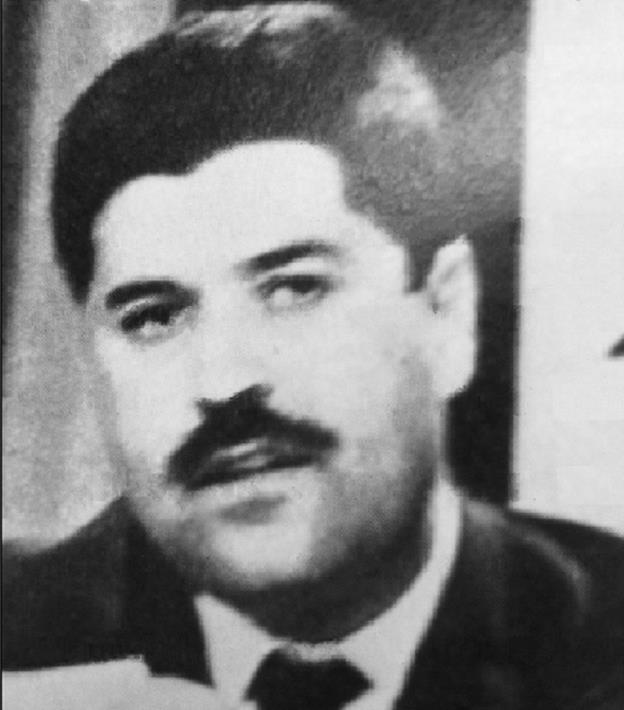
Yusuf Zuayyin, 1967

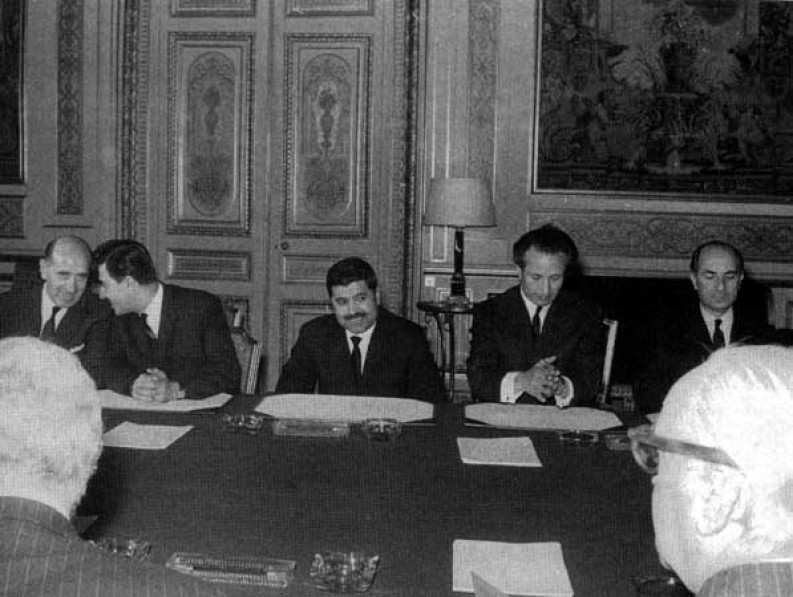
Yusuf al-Zuayyin (Mitte) zwischen Außenminister Makhous (rechts) und Botschafter al-Jundi (links) 1967 in Paris

Yusuf Zuayyin (arabisch يوسف زعين, DMG Yūsuf Zuʿaiyin), gelegentlich auch Zuayyen, Zayyen, Zaine oder Saijin transkribiert (* 1931 in Abu Kamal; † 10. Januar 2016 in Stockholm, Schweden) war ein baathistischer syrischer Politiker. Zwischen 1965 und 1968 war er zweimal Premierminister seines Landes.

## Leben

### Frühe Jahre
Zuayyin stammt aus einer sunnitischen Familie. Nach Besuch der Schule in Deir ez-Zor studierte er in Damaskus Medizin und wurde Kinderarzt. In Damaskus schloss er sich 1956 der Baath-Partei an, vertrat aber den als "radikal" bezeichneten sogenannten „linken“ Flügel. Zusammen mit Nureddin al-Atassi und Ibrahim Makhous kämpfte er vier Jahre lang als Feldarzt mit den algerischen Aufständischen der Nationalen Befreiungsfront gegen die französische Kolonialmacht. Nach der Revolution des 8. März 1963, als die Baath-Partei in Syrien an die Macht kam, wurde Zuayyin zunächst Minister für Bodenreform, die als Hauptaufgabe der Märzrevolution bezeichnet wurde, dann aber 1964 als Botschafter nach London abgeschoben.

### Erstmals Premierminister
Nach mehreren blutigen baath-internen Machtkämpfen zwischen Militärs und Zivilisten, Altbaathisten und Neobaathisten sowie "Linken" und "Rechten" wurde im September 1965 der Baath-Mitbegründer Salah ad-Din al-Bitar als Premier zunächst gestürzt und durch Zuayyin ersetzt. Zuayyin verkündete ein ambitioniertes Programm radikaler sozialer Reformen hin zu einer sozialistischen Umgestaltung Syriens und einer engen außenpolitischen Anlehnung an die Sowjetunion bzw. den Ostblock.
Gegen dieses Programm opponierten Präsident Amin al-Hafiz, Bitar und der rechte Parteiflügel und zwangen Zuayyin schon im Dezember 1965 zunächst zum Rücktritt.

### Erneut Premierminister
Nach einem erneuten baath-internen Putsch, der sogenannten Bewegung des 23. Februar, wurden Hafiz und Bitar Anfang 1966 vom linken Baath-Flügel unter Salah Dschadid endgültig gestürzt. Neuer Präsident wurde al-Atassi, Zuayyin wurde erneut Premier. Mit der erneuten Berufung von Makhous zum Außenminister und Vizepremier (Makhous war bereits im ersten Kabinett Zuayyins 1965 Außenminister gewesen), der wie Zuayyin und Atassi Arzt war, wurde Syrien nach außen hin von "drei Doktoren" repräsentiert. Erstmals gehörte Zuayyins Regierung sogar ein Mitglied der Syrischen Kommunistischen Partei an. Am 26. April 1966 wurden Dschadid, Atassi, Zuayyin, Makhous an die Spitze der syrischen Baath-Partei gewählt. Im Innern Syriens aber tobte ein Machtkampf zwischen "linken" Militärs um Dschadid und "rechten" Militärs um Hafiz al-Assad, der sich besonders zuspitzte nach Syriens Niederlage im Sechstagekrieg von 1967, die Dschadids, Atassis und Zuayyins Popularität enorm schädigte.
Zuayyin vertrat derart extreme und teilweise irreale Ansichten, wie die Folgen der Niederlage beseitigt, das palästinensische Volk befreit ("Volkskrieg") und die sozialistische Entwicklung (Verstaatlichungen) vorangetrieben werden müssten, dass sie ihm den Beinamen "syrischer Stalin" einbrachten.

### Sturz
Unter dem Druck Assads musste Dschadid im Oktober 1968 Zuayyin fallenlassen, Atassi übernahm das Amt des Premierministers zunächst mit. Makhous wurde das Amt als Syriens Botschafter in Moskau angeboten, das er jedoch ablehnte. Nach einem ersten Putschversuch 1969 setzte Assad schließlich infolge der „Korrekturbewegung“ 1970 Atassi und Dschadid ab und errichtete eine Militärdiktatur alewitischer Baath-Offiziere. Zuayyin wurde verhaftet bzw. bis 1982 unter Hausarrest gestellt und spielte seitdem keine politische Rolle mehr. Sein ehemaliger Außenminister Makhous jedoch gründete mit Dschadid- und Atassi-Anhängern die Arabische Sozialistische Demokratische Baath-Partei und schloss sich 1980 der demokratischen Oppositionsbewegung an.